# Mexican International Challenge 2023
Die Mexican International Challenge 2023 fand vom 2. bis zum 7. Mai 2023 in Guadalajara statt. Es war die dritte Austragung dieser internationalen Meisterschaften von Mexiko im Badminton.

## Sieger und Platzierte
| Disziplin    | Gold                              | Silber                             | Bronze                              |
| ------------ | --------------------------------- | ---------------------------------- | ----------------------------------- |
| Herreneinzel | Jan Louda                         | Danylo Bosniuk                     | Kevin Cordón                        |
| Herreneinzel | Jan Louda                         | Danylo Bosniuk                     | Ryoma Muramoto                      |
| Dameneinzel  | Manami Suizu                      | Wen Yu Zhang                       | Ishika Jaiswal                      |
| Dameneinzel  | Manami Suizu                      | Wen Yu Zhang                       | Akari Kurihara                      |
| Herrendoppel | Daniel Lundgaard Mads Vestergaard | Bjarne Geiss Jan Colin Völker      | Vinson Chiu Joshua Yuan             |
| Herrendoppel | Daniel Lundgaard Mads Vestergaard | Bjarne Geiss Jan Colin Völker      | Adam Dong Nyl Yakura                |
| Damendoppel  | Sayaka Hobara Yui Suizu           | Francesca Corbett Allison Lee      | Catherine Choi Josephine Wu         |
| Damendoppel  | Sayaka Hobara Yui Suizu           | Francesca Corbett Allison Lee      | Talia Ng Wen Yu Zhang               |
| Mixed        | Vinson Chiu Jennie Gai            | Ty Alexander Lindeman Josephine Wu | Fabrício Farias Jaqueline Lima      |
| Mixed        | Vinson Chiu Jennie Gai            | Ty Alexander Lindeman Josephine Wu | Joshua Hurlburt-Yu Rachel Honderich |